# Pema Kathang
| Tibetische Bezeichnung                                      |
| ----------------------------------------------------------- |
| Tibetische Schrift: པདམ་བཀའི་ཐང                              |
| Wylie-Transliteration: pad ma bka' thang (Padma bKa'-thang) |
| THDL-Transkription: pema katang                             |
| Andere Schreibweisen: Padma Kathang, Pema Kathang           |
| Chinesische Bezeichnung                                     |
| Vereinfacht: 莲花遗教                                       |
| Pinyin:Lianhua yijiao                                       |

Pema Kathang oder Padma Kathang („Das Leben von Padmasambhava“; tib.: pad+ma bka' thang), die Chronik von Padma – eine Biographie des Guru Rinpoche, des Begründers der Nyingma- oder alten Schule des tibetischen Buddhismus –, auch bekannt unter der Bezeichnung Namthar Sheldragma (rnam thar shel brag ma), wurde Orgyen Lingpa (o rgyan gling pa) aus der Kristallhöhle von Yarlung (yar lung shel brag) (Yarlung Shaldrag; engl. Crystal Cave von Yarlung) in Nedong, Shannan (Lhoka), Zentraltibet (noch heute eine Nyingma-Stätte) geoffenbart bzw. von ihm „entdeckt“ und wird Yeshe Tshogyel (ye shes mtsho rgyal; Skt. Jnanasagara), 8. Jahrhundert, der Prinzessin von Kharchen und Gefährtin Padmasambhavas, zugeschrieben. Der Text hat 108 Kapitel.